# Le Marchand de Venise (film, 1953)
Cet article concerne le film de Pierre Billon. Pour le film de Michael Radford, voir Le Marchand de Venise.
Pour les articles homonymes, voir Le Marchand de Venise et Le Marchand de Venise (homonymie).
Pour plus de détails, voir Fiche technique et Distribution.
Le Marchand de Venise est un film franco-italien, inspiré de la pièce éponyme de Shakespeare, réalisé par Pierre Billon et sorti en 1953.

## Synopsis
Afin de venir en aide à son ami Bassanio, le riche marchand Antonio, en attendant l'arrivée prochaine de ses navires, est obligé de demander à l'usurier Shylock de lui avancer une somme d'argent. Celui-ci accepte, à la condition que, si le prêt n'est pas rendu dans les délais voulus, il se paiera en prélevant une livre de chair sur son créancier.

## Fiche technique
- Réalisation : Pierre Billon assisté de Giorgio Capitani
- Scénario : Pierre Billon, Louis Ducreux, Giuseppe Mangione, Corrado Sofia, Federico Zardi, d'après la pièce de William Shakespeare
- Chef-opérateur : Arturo Gallea
- Musique : Giovanni Fusco
- Montage : Loris Bellero
- Décors : Giancarlo Bartolini Salimbeni, Hal Burton
- Costumes : Maud Strudhoff
- Production : Eugène Tucherer, Giorgio Venturini
- Genre : Drame
- Durée : 102 minutes
- Date de sortie : 
  - France : 12 juillet 1953
- Affiche : René Péron (France)

## Distribution
- Michel Simon  (V.F : Lui-même) : Shylock
- Andrée Debar  (V.F : Elle-même) : Portia
- Massimo Serato  (V.F :  Roger Rudel) : Antonio
- Armando Francioli (V.F : Yves Furet)  : Bassanio
- Giorgio Albertazzi  (V.F : Hubert Noel) : Lorenzo
- Liliana Tellini : Jessica
- Olga Solbelli : Bianca
- Clara Auteri Pepe:Nerissa
- Franco Balducci (V.F : Jacques Beauchey) : Ami d'Antonio
- Nerio Bernardi (V.F : Raymond Rognoni) : Le doge
- André Hildebrand
- Gualtiero Tumiati : Docteur Bellario